# Hintere Gasse (Wanderweg)
Die Hintere Gasse, eine Variante des Bärentreks, ist eine Reihe von Pässen im Berner Oberland, die die Hauptkette der Berner Alpen von den nördlich gelegenen, im Sommer schneefreien Berner Voralpen absetzen. Sie verbindet die nach Norden abfallenden Täler des Berner Oberlands miteinander.
Von Osten herkommend, verläuft die Hintere Gasse von Meiringen über die Grosse Scheidegg nach Grindelwald, dann über die Kleine Scheidegg nach Mürren, über die Sefinenfurgge ins Kiental, über das Hohtürli nach Kandersteg, über die Bunderchrinde nach Adelboden, über den Hahnenmoospass in die Lenk, über die Iffigenalp nach Lauenen, über die Krinne nach Gsteig und über den Col du Pillon nach Les Diablerets, von wo aus die Grande Eau ins Wallis hinabfliesst.
Die Hintere Gasse ist ein Teilstück der Via Alpina  in der Schweiz.

## Weblinks

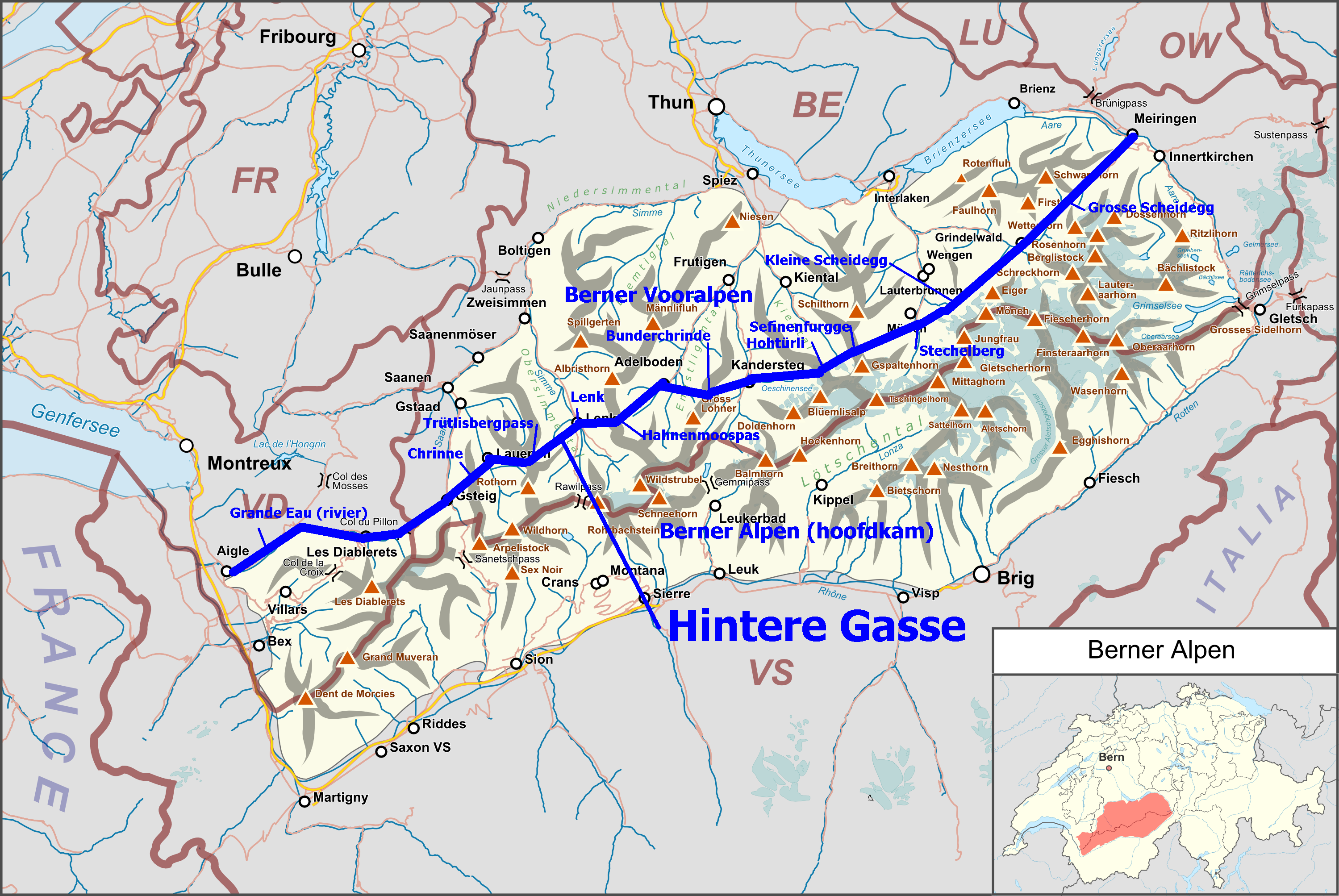
Verlauf der Hinteren Gasse